# Tim Sparks

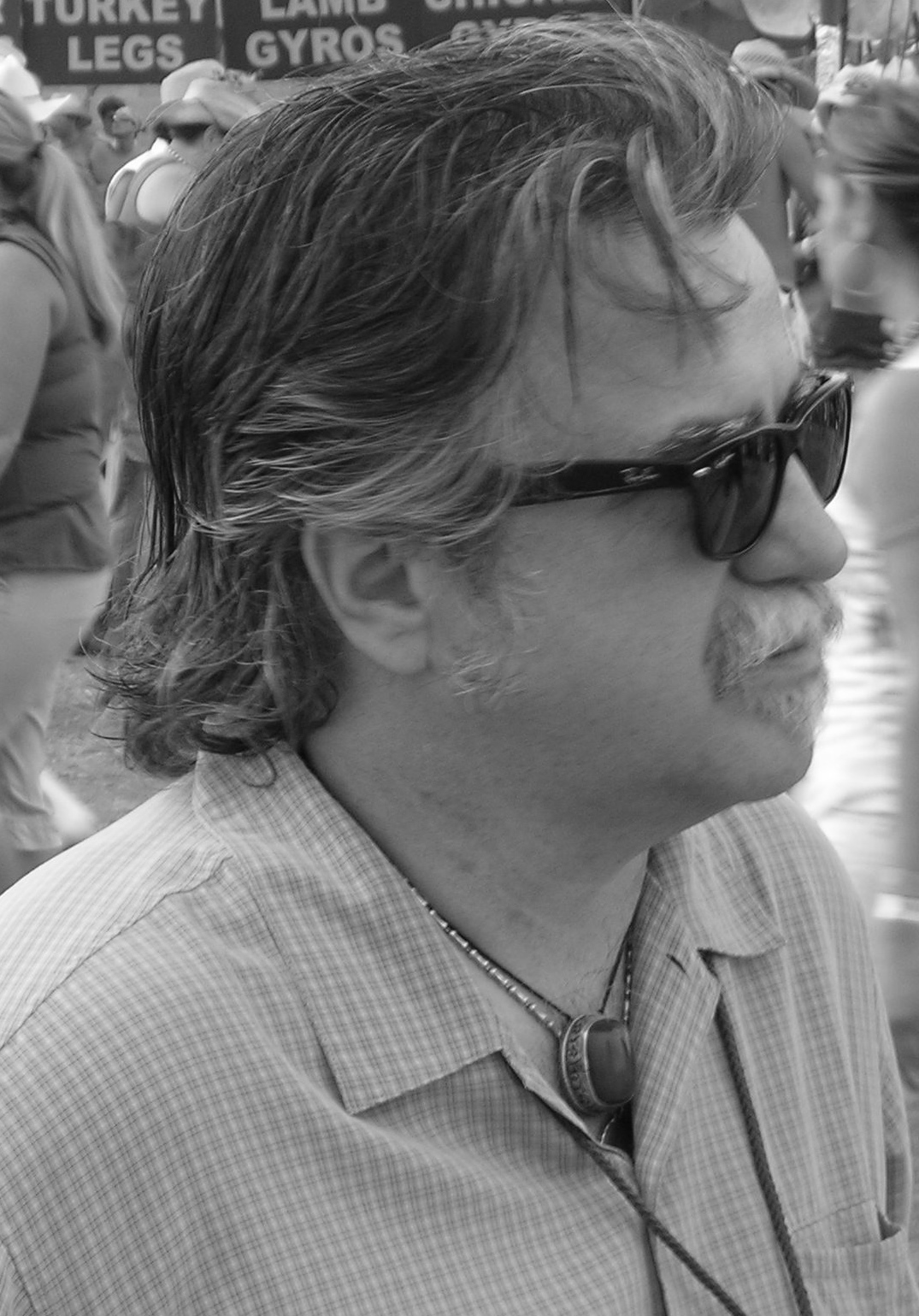
Tim Sparks

Tim Sparks (* 31. Oktober 1954 in Winston-Salem, North Carolina) ist ein US-amerikanischer Fingerstyle-Gitarrist.

## Leben
Sparks begann als Jugendlicher mit dem Gitarrespiel und beschäftigte sich intensiv mit traditionellem Country Blues und Gospel, als er wegen einer Enzephalitis ein Jahr lang die Schule nicht besuchen konnte. Durch die Vermittlung eines Onkels schrieb er sich an der North Carolina School of the Arts ein, wo er Gitarre beim Segovia-Schüler Jesus Silva studierte. Neben dem Studium beschäftigte er sich Doc Watson, Arthur Smith und vor allem Duck Baker, durch den er die weitreichenden Möglichkeiten des Fingerstyles auf der Gitarre begriff. Er arrangierte Kompositionen von Jelly Roll Morton, Scott Joplin und Fats Waller für die Gitarre.
Nach einer Tournee mit einer Rhythm-and-Blues-Band zog Sparks nach Minnesota und wurde in der dortigen Musikszene aktiv. Er wurde ein gefragter Begleitgitarrist und Session-Teilnehmer, spielte verschiedene Stilarten des Jazz und errang zahlreiche lokale Auszeichnungen. In dieser Zeit arrangierte er das Stück Jesus Maria von Carla Bley für Leo Kottke.
Er spielte in der Band Rio Nido, die sich in den 70er Jahren in Minnesota formierte, u. a. mit Tom Lieberman (Gesang und Gitarre) und Prudence Johnson (Gesang). Die Gruppe konzentrierte sich auf klassischen Jazz und Swing der 30er und 40er Jahre.
1993 gewann er den Wettbewerb des US National Fingerstyle Championship in Winfield, Kansas, mit einem Arrangement von Tschaikowskis Nussknacker-Suite.

## Einflüsse und musikalischer Stil
Neben Doc Watson, Arthur Smith und Duck Baker nennt Sparks Kenny Burrell, Wes Montgomery, Lenny Breau, Ed Bickert, Pat Donohue und Dean Magraw als wichtige Einflüsse.
Tim Sparks’ Repertoire ist sehr vielseitig und innovativ. Country Blues, Ragtime, Jazz, Klassik oder Weltmusik, alle diese Stilrichtungen weiß er auf der Sologitarre umzusetzen. Diese Fähigkeit und seine Virtuosität haben ihm eine internationale Reputation verschafft. Seine Ausflüge in jiddische Musik und Musik des Balkans erschlossen ihm die Welten des 5/8 und 7/8 Taktes wie auch die anderer, eher orientalischer Metren und Harmonien.

## Diskografie

### Audio
- Nutcracker Suite (1993, Acoustic Music Records)
- Guitar Bazaar (1995, Acoustic Music Records)
- One String Leads to Another (1999, Acoustic Music Records)
- Neshamah (1999, Tzadik – SunnyMoon)
- Tanz (2000, Tzadik – SunnyMoon)
- At the Rebbe's Table (2002, Tzadik – SunnyMoon)

mit Rio Nido:
- I Like to Riff (1977, Shadow Records)
- Hi Fly (1985, Red House Records)
- Voicings (1986, Projazz)

### Kompilationen
- Masada Guitars (2003, Tzadik – SunnyMoon)
- Jacob do Bandolim:Great Jewish Music (2004, Tzadik – SunnyMoon)

### Kollaborationen
- Where Do I Sign? (1994, Shirley Witherspoon, NBC Listen)
- Back to the Wall (1978, Peter Lang, Waterhouse Records)
- Vocals (1987, Prudence Johnson, Red House)
- That's What (1990, Leo Kottke, Private Music – BMG), Arrangement für "Jesus Maria"
- Dream Cafe (1992, Greg Brown, Red House)
- One Night in Paradise (1995, Cookie Coleman)
- Watercolor of Brazil (1996, Mandala, Deep Blue/IMGOD Records)
- Mighty Real: A Tribute to Sylvester (2000, Djola Branner, Innova – American Composers Forum)

### Video
- Guitar Bazaar: Multicultural Ideas for Fingerstyle Guitar. Lehrvideo. (Acoustic Music Resource)
- In Concert. mit Franco Morone
- Fingerstyle Guitar: New Dimensions & Explorations. Konzertvideo (2003, Stefan Grossman's Guitar Workshop)
- Roots, Rags and Blues. Lehrvideo, 2 CDs (2007, True Fire)

## Benutzte Quellen
1. 1 2 3  Tim Sparks Biographie bei Guitar Bazaar (Memento vom 13. Februar 2005 im Internet Archive) [Abgerufen am 13. August 2009]